# Balticoleria
Balticoleria – wymarły rodzaj muchówek z rodziny błotniszkowatych i podrodziny Heleomyzinae. Obejmuje tylko jeden opisany gatunek, Balticoleria michaeli. Żył w eocenie na terenie współczesnej Europy.

## Taksonomia
Rodzaj i gatunek typowy opisane zostały po raz pierwszy w 2007 roku przez Andrzeja Józefa Woźnicę na łamach „Genus”. Opisu dokonano na podstawie pojedynczej inkluzji w bursztynie bałtyckim, pochodzącej z epoki eocenu. Nadana nazwa rodzajowa nawiązuje do Bałtyku i pokrewnego rodzaju Leria, zaś epitet gatunkowy nadano na cześć Michaela von Tschirnhausa, z którego to kolekcji pochodzi holotyp.

## Morfologia
Muchówka o ciele długości 3,4 mm, szarawobrązowym, miejscami srebrzystoszaro opylonym.
Głowa jej miała duże, okrągłe oczy złożone, szerokie policzki, jedną parę dużych wibrysów, dobrze wykształcone i umieszczone w dwóch nieregularnych szeregach szczecinki policzkowe, wydłużoną płytkę czołową, dwie pary szczecinek orbitalnych, parę mocnych szczecinek przyoczkowych, dobrze wykształcone szczecinki ciemieniowe, skrzyżowane szczecinki pozaprzyoczkowe, dodatkową szczecinkę między wewnętrzną szczecinką ciemieniową i zewnętrzną szczecinką pozaprzyoczkową oraz brązowe czułki o nóżce z pojedynczą, dużą, szczytowo umieszczoną szczecinką przednio-grzbietową, pierwszym członie biczyka dużym i okrągłym, a ariście niewiele krótszej od wysokości głowy i drobno owłosionej.
Na chetotaksję tułowia składały się m.in. para dobrze rozwiniętych szczecinek postpronotalnych, dwie pary szczecinek przedskrzydłowych, jedna para szczecinek przedszwowych, jedna para szczecinek nadskrzydłowych, dwie pary szczecinek zaskrzydłowych, od pięciu do sześciu nieregularnych szeregów szczecinek środkowych grzbietu, trzy pary szczecinek śródplecowch (wszystkie położone za szwem), para dobrze rozwiniętych szczecinek przedtarczkowych, para dobrze rozwiniętych szczecinek proepimeralnych oraz para szczecinek przetchlinkowych. Anepisternum było całkiem nagie, bez dodatkowych szczecinek w przednim kącie. Katepisternum miało jedną wyraźną szczecinkę i kilka włosowatych, drobnych szczecinek na przedzie, a poza tym było nagie. Skrzydło przednie miało około 4,3 mm długości, około 1 mm szerokości, jasnobrązowe żyłki i przezroczystą błonę. Żyłka kostalna zaopatrzona była w słabe i krótkie kolce. Użyłkowanie odznaczało się komórką subkostalną zakończoną na wysokości przedniej żyłki poprzecznej. Przezmianki miały białawe ubarwienie. Brązowe odnóża miały zaopatrzone w jedną, cienką szczecinkę przedwierzchołkową golenie oraz człony pierwsze stóp znacznie dłuższe niż drugie.
Odwłok był dość krótki, skąpo porośnięty szczecinekami, zaopatrzony w dobrze odseparowane i owłosione przysadki odwłokowe.

## Paleoekologia
Owad ten zamieszkiwał ciepłe i wilgotne, nizinne, paratropikalne lasy deszczowe. Cechowały się one dużym zróżnicowaniem siedlisk, z obszarami gęściej i słabiej zadrzewionymi oraz elementami florystycznymi i faunistycznymi charakterystycznymi dla strefy tropikalnej, subtropikalnej, jak i ciepłej umiarkowanej. Wśród roślin o drzewiastym pokroju występowały tu zarówno iglaste, jak i palmy. Znaczny udział owadów wodnych w inkluzjach wskazuje na obfite występowanie w tym środowisku wód stojących w postaci fitotelm, kałuż, sadzawek, obszarów zalewowych czy jezior o bogatym litoralu. Przynajmniej sezonowo występować musiały wody płynące. Flora i fauna były bardzo zróżnicowane. 98% zidentyfikowanych w inkluzjach organizmów stanowią stawonogi. Opisano ich z bursztynu bałtyckiego ponad 3 tysiące gatunków z ponad 1,5 tysiąca rodzajów. Muchówki z ponad 800 gatunkami są tu najliczniej reprezentowanym rzędem. Oprócz Balticoleria, spośród błotniszkowatych z bursztynu bałtyckiego znane są: Chaetohelomyza electrica, Electroleria alacris, Gedanoleria  eocenica, Heteromyza dubia, Paleoheleomyza kotejai, Protoorbellia hoffeinsorum, Protosuillia media oraz Suillia major.